# وایلی پارک، نیو ساوت ولز
وایلی پارک (به انگلیسی: Wiley Park) یک حومه شهر در استرالیا است که در نیو ساوت ولز واقع شده‌است.